# Giardino botanico di Barcellona
Il Giardino botanico di Barcellona è un orto botanico che si trova a Barcellona sulla collina di Montjuïc, tra lo stadio olimpico, il Castello e il cimitero.
Il giardino non va confuso con il Giardino botanico storico di Barcellona, fondato nel 1930 e riaperto nel 2003. Anch'esso si trova sul Montjuïc ed entrambi sono amministrati dall'Istituto botanico di Barcellona, che è una delle quattro istituzioni che costituiscono il Museo di scienze naturali di Barcellona.
Sebbene a Barcellona fosse presente un giardino botanico fin dal 1888, i giardini attuali risalgono al 1999 e ospitano oltre 40.000 piante e più di 1.500 specie vegetali provenienti dalle cinque regioni del mondo che hanno un clima mediterraneo: il bacino mediterraneo, la zona ovest della California, la parte centrale del Cile e le estremità più meridionali dell’Africa del sud e dell’Australia.
Una sezione specifica è dedicata alla flora delle Isole Canarie.